# Изборна скупштина САНУ 2015.
Изборна скупштина за избор нових чланова Српске академије наука и уметности (САНУ), која се организује на сваке три године, одржана је у четвртак 5. новембра 2015. године у Београду у свечаној сали зграде САНУ. Укупно је предложено 58 кандидата и то 19 кандидата да се из дописних унапреде у редовне чланове, 33 кандидата за нове дописне и 6 кандидата за иностране чланове. На овој скупштини је изабрано 15 редовних чланова, 14 дописних чланова и 6 иностраних чланова. Између претходне и ове изборне скупштине преминуло је 17 редовних и дописних чланова САНУ.
Пре ове скупштине САНУ је имала 94 редовна и 39 дописних чланова, а после 109 редовних и 38 дописних чланова.

## Припреме
Председништво САНУ је објавило позив у коме наводи ко може да предложи кандидате за чланове САНУ, као и „Посебно упутство са критеријумима за циклус избора у чланство САНУ у 2015. години“. По том упутству рок за предају предлога за редовне и дописне чланове које не предлаже одељење САНУ или Огранак САНУ у Новом Саду био је 31. јануар 2015.
САНУ је пристиглу изборну грађу дала на увид јавности од 1. до 21. септембра 2015. Осим тога установе, удружења и појединци, могли су да у писаној форми подносе Председништву САНУ приговоре на реферате за избор кандидата и на мишљења одељења САНУ. Рок предвиђен за приговоре био је 29. септембар 2015.
По писањима пре скупштине, кворум је чинило 137 редовних и дописних чланова, тако да је за избор нових дописних и иностраних чланова било потребно 69 гласова.
На почетку саме скупштине је установљено да академија има 133 члана у радном саставу, али да се у кворум не рачуна 11 чланова (6 редовних и 5 дописних). За избор дописних и иностраних чланова било је потребно 62 гласа, а за избор редовних чланова, о чему одлучују само редовни чланови, 45 гласова. На самој скупштини гласало је 117 чланова, 85 редовних и 32 дописна. Председник изборне комисије био је академик Владан Ђорђевић.

## Кандидати
Док САНУ није на свом сајту објавила списак предложених кандидата, медији су пишући о томе пренели имена појединих кандидата. Међу кандидатима који су предложени за избор из дописних у редовне чланове навођени су сликар Петар Омчикус, историчар Михаило Војводић, из Одељења језика и књижевности Јасмина Грковић Мејџор и Слободан Грубачић, затим лекари Ђорђе Радак, Небојша Радуновић и Душица Лечић Тошевски, економиста Часлав Оцић и правник Коста Чавошки.
Као кандидати за дописне чланове у Одељењу језика и књижевности навођени су књижевник Милован Данојлић, професори књижевности Злата Бојовић и Јован Делић. Као кандидати за дописне чланове у Одељењу друштвених наука помињани су социолог Слободан Антонић, филозоф Леон Којен, правник Владимир Водинелић, Рајко Буквић, демограф Бранислав Ђурђев, Слободан Жуњић и Миклош Биро. Као кандидати за дописне чланове у Одељењу медицинских наука навођени су ортопед Марко Бумбаширевић, хематолог Бела Балинт и кардиолог Горан Станковић. Као кандидати за дописне чланове у Одељењу ликовне и музичке уметности навођени су сликар Милош Шобајић и архитекта Спасоје Крунић.
По новим пооштреним критеријумима за кандидате се гласа на Изборној скупштини само ако добију подршку одељења. Уколико су кандидати предложени ван академије потребна је подршка бар половине чланова одељења, а уколико је предлог потекао из академије потребно је да подршка одељења буде бар двотрећинска. Међу кандидатима за дописне чланови који нису добили подршку одељења наводе се књижевник Милован Витезовић, историчар Душан Батаковић, археолог Миомир Кораћ. Одељење медицинских наука је имало око 30 кандидата од којих су на крају подршку одељења добила три кандидата. После пристиглих кандидатура до краја јануара 2015. „Вечерње новости“ су навеле имена још неких од кандидата. Тада су као кандидати за дописне чланове у Одељењу језика и књижевности наведени и књижевници Мирослав Јосић Вишњић и Борислав Радовић. Међу кандидатима за дописне чланове тада су наведени и филозоф Милош Арсенијевић, свештеник Димитрије Калезић, Слободан Дивјак, математичар Ђорђе Кадијевић.
У категорији иностраних чланова предложено је шест кандидата. То су Зоран Обрадовић, Пјер Лена, Милан Стојановић, Чедомир Петровић, Роберт Ходел и Жан-Пол Блед.

### Изабрани чланови
САНУ је на свом сајту 30. септембра 2015. објавила списак кандидата. Након одржане скупштине на истом сајту објављен је списак изабраних чланова. На овој скупштини изабрани су следећи предложени кандидати:
| Име и презиме          | Год. рођења и смрти | Струка              | Одељење                           | Бр. гласова |
| ---------------------- | ------------------- | ------------------- | --------------------------------- | ----------- |
| Миљко Сатарић          | 1948.               | физичар             | за математику, физику и гео-науке | 64          |
| Зоран Кнежевић         | 1949.               | астроном            | за математику, физику и гео-науке | 55          |
| Милена Стевановић      | 1959.               | биолог              | хемијских и биолошких наука       | 66          |
| Славко Ментус          | 1946.               | хемичар             | хемијских и биолошких наука       | 46          |
| Дејан Поповић          | 1950-2021           | инж. електротехнике | техничких наука                   | 60          |
| Душан Теодоровић       | 1951.               | инж. саобраћаја     | техничких наука                   | 51          |
| Ђорђе Радак            | 1956.               | васкуларни хирург   | медицинских наука                 | 71          |
| Душица Лечић Тошевски  | 1952.               | психијатар          | медицинских наука                 | 60          |
| Небојша Радуновић      | 1954.               | гинеколог           | медицинских наука                 | 61          |
| Јасмина Грковић-Мејџор | 1959.               | лингвиста           | језика и књижевности              | 66          |
| Миро Вуксановић        | 1944.               | књижевник           | језика и књижевности              | 51          |
| Часлав Оцић            | 1945.               | економиста          | друштвених наука                  | 51          |
| Коста Чавошки          | 1941.               | правник             | друштвених наука                  | 60          |
| Михаило Војводић       | 1938-2025           | историчар           | историјских наука                 | 64          |
| Петар Омчикус          | 1926-2019           | сликар              | ликовне и музичке уметности       | 65          |

| Име и презиме      | Год. рођења и смрти | Струка              | Одељење                           | Бр. гласова |
| ------------------ | ------------------- | ------------------- | --------------------------------- | ----------- |
| Слободан Марковић  | 1970.               | физички географ     | за математику, физику и гео-науке | 67          |
| Владимир Ракочевић | 1953.               | математичар         | за математику, физику и гео-науке | 75          |
| Милош Ђуран        | 1952.               | хемичар             | хемијских и биолошких наука       | 90          |
| Велимир Попсавин   | 1951.               | хемичар             | хемијских и биолошких наука       | 64          |
| Милорад Бојић      | 1951-2016           | инж. машинства      | техничких наука                   | 78          |
| Слободан Вукосавић | 1962.               | инж. електротехнике | техничких наука                   | 70          |
| Горан Станковић    | 1962.               | кардиолог           | медицинских наука                 | 70          |
| Марко Бумбаширевић | 1954.               | ортопед             | медицинских наука                 | 80          |
| Бела Балинт        | 1952.               | хематолог           | медицинских наука                 | 62          |
| Злата Бојовић      | 1939.               | филолог             | језика и књижевности              | 76          |
| Милован Данојлић   | 1937-2022           | књижевник           | језика и књижевности              | 89          |
| Миодраг Марковић   | 1962.               | историчар уметности | историјских наука                 | 72          |
| Славенко Терзић    | 1949.               | историчар           | историјских наука                 | 69          |
| Светислав Божић    | 1954.               | композитор          | ликовне и музичке уметности       | 63          |

| Име и презиме    | Год. рођења | Струка       | Одељење                           | Бр. гласова |
| ---------------- | ----------- | ------------ | --------------------------------- | ----------- |
| Зоран Обрадовић  | 1961.       | информатичар | за математику, физику и гео-науке | 76          |
| Пјер Лена        | 1937.       | астроном     | за математику, физику и гео-науке | 92          |
| Милан Стојановић | 1966.       | хемичар      | хемијских и биолошких наука       | 72          |
| Чедомир Петровић | 1971.       | физичар      | техничких наука                   | 78          |
| Роберт Ходел     | 1959.       | филолог      | језика и књижевности              | 86          |
| Жан-Пол Блед     | 1942.       | историчар    | историјских наука                 | 89          |

### Кандидати који нису изабрани
На списку испод се налазе кандидати који су бирани на изборној скупштини 5. новембра 2015. али нису изабрани за чланове САНУ.
| Име и презиме         | Год. рођења | Струка               | Одељење                           |
| --------------------- | ----------- | -------------------- | --------------------------------- |
| Зоран Радовић         | 1946.       | физичар              | за математику, физику и гео-науке |
| Милан Судар           | 1946.       | геолог - палеонтолог | за математику, физику и гео-науке |
| Слободан Милосављевић | 1941.       | хемичар              | хемијских и биолошких наука       |
| Слободан Грубачић     | 1942.       | германиста           | језика и књижевности              |

| Име и презиме             | Год. рођења | Струка      | Одељење                           |
| ------------------------- | ----------- | ----------- | --------------------------------- |
| Таско Грозданов           | 1951.       | физичар     | за математику, физику и гео-науке |
| Стевица Ђуровић           | 1951.       | физичар     | за математику, физику и гео-науке |
| Владимир Драговић         | 1967.       | математичар | за математику, физику и гео-науке |
| Јован Делић               | 1949.       | филолог     | језика и књижевности              |
| Рајко Буквић              | 1953.       | економиста  | друштвених наука                  |
| Слободан Антонић          | 1959.       | социолог    | друштвених наука                  |
| Бранислав Ђурђев          | 1950.       | демограф    | друштвених наука                  |
| Слободан Жуњић            | 1949-2019   | филозоф     | друштвених наука                  |
| Леон Којен                | 1945.       | филозоф     | друштвених наука                  |
| Миклош Биро               | 1946.       | психолог    | друштвених наука                  |
| Владимир Водинелић        | 1948.       | правник     | друштвених наука                  |
| Марко Поповић             | 1944-2020   | археолог    | историјских наука                 |
| Војин Дабић               | 1949-2017   | историчар   | историјских наука                 |
| Спасоје Крунић            | 1939-2020   | архитекта   | ликовне и музичке уметности       |
| Александар Ђурић          | 1953.       | сликар      | ликовне и музичке уметности       |
| Милана Стојадиновић Милић | 1962.       | композитор  | ликовне и музичке уметности       |
| Милош Шобајић             | 1945-2021   | сликар      | ликовне и музичке уметности       |
| Петар Митковић            | 1953.       | архитекта   | ликовне и музичке уметности       |
| Сава Халугин              | 1946.       | вајар       | ликовне и музичке уметности       |